# Copa Báltica de Futebol
A Copa Báltica de Futebol (em estoniano:  Balti turniir, em letão:  Baltijas kauss, em lituano:  Baltijos taurė) é um campeonato de futebol entre seleções dos estados bálticos da Estônia, da Letônia e da Lituânia. A competição foi disputada pela primeira vez em 1928, sendo disptado anualmente até 1938, entre 1940 e 1990, a competição foi disputada de forma não oficial, devido a ocupação soviética na região. A competição voltou a ser disputada em 1991, e atualmente é disputada a cada dois anos. Durante a era soviética a seleção da Bielorrússia disputou algumas edições, e em 2012 a seleção da Finlândia disputou a competição. A Islândia foi convidada em 2022 e venceu a competição. Em 2024, foi convidada a seleção das Ilhas Faroé.

## Edições
| Ano          | Campeão  | Segundo   | Terceiro                                             | Quarto      |
| ------------ | -------- | --------- | ---------------------------------------------------- | ----------- |
| 1928         | Letónia  | Estónia   | Lituânia                                             |             |
| 1929         | Estónia  | Letónia   | Lituânia                                             |             |
| 1930         | Lituânia | Letónia   | Estónia                                              |             |
| 1931         | Estónia  | Letónia   | Lituânia                                             |             |
| 1932         | Letónia  | Lituânia  | Estónia                                              |             |
| 1935         | Lituânia | Letónia   | Estónia                                              |             |
| 1936         | Letónia  | Estónia   | Lituânia                                             |             |
| 1937         | Letónia  | Estónia   | Lituânia                                             |             |
| 1938         | Estónia  | Letónia   | Lituânia                                             |             |
| 1991         | Lituânia | Letónia   | Estónia                                              |             |
| 1992         | Lituânia | Letónia   | Estónia                                              |             |
| 1993         | Letónia  | Estónia   | Lituânia                                             |             |
| 1994         | Lituânia | Letónia   | Estónia                                              |             |
| 1995         | Letónia  | Lituânia  | Estónia                                              |             |
| 1996         | Lituânia | Estónia   | Letónia                                              |             |
| 1997         | Lituânia | Letónia   | Estónia                                              |             |
| 1998         | Lituânia | Letónia   | Estónia                                              |             |
| 2001         | Letónia  | Lituânia  | Estónia                                              |             |
| 2003         | Letónia  | Lituânia  | Estónia                                              |             |
| 2005         | Lituânia | Letónia   | Estônia não participou devido a conflitos de agenda. |             |
| 2008         | Letónia  | Lituânia  | Estónia                                              |             |
| 2010         | Lituânia | Letónia   | Estónia                                              |             |
| 2012         | Letónia  | Finlândia | Estónia                                              | Lituânia    |
| 2014         | Letónia  | Lituânia  | Finlândia                                            | Estónia     |
| 2016         | Letónia  | Lituânia  | Estónia                                              |             |
| 2018         | Letónia  | Estónia   | Lituânia                                             |             |
| 2020         | Estónia  | Letónia   | Lituânia                                             |             |
| 2022         | Islândia | Letónia   | Estónia                                              | Lituânia    |
| 2024         | Estónia  | Lituânia  | Letónia                                              | Ilhas Faroé |
| Referências: |          |           |                                                      |             |

### Desempenhos
| Seleção     | Participações | Títulos | Segundo | Terceiro | Quarto | Anos como campeões                                                                 |
| ----------- | ------------- | ------- | ------- | -------- | ------ | ---------------------------------------------------------------------------------- |
| Letónia     | 29            | 13      | 14      | 2        | 0      | 1928, 1932, 1933, 1936, 1937, 1993, 1995, 2001, 2003, 2008, 2012, 2014, 2016, 2018 |
| Lituânia    | 29            | 10      | 8       | 9        | 2      | 1930, 1935, 1991, 1992, 1994, 1996, 1997, 1998, 2005, 2010                         |
| Estónia     | 28            | 5       | 6       | 16       | 0      | 1929, 1931, 1938, 2020, 2024                                                       |
| Islândia    | 1             | 1       | 0       | 0        | 0      | 2022                                                                               |
| Finlândia   | 2             | 0       | 1       | 1        | 0      |                                                                                    |
| Ilhas Faroé | 1             | 0       | 0       | 0        | 1      |                                                                                    |